# 반다르에에맘호메이니

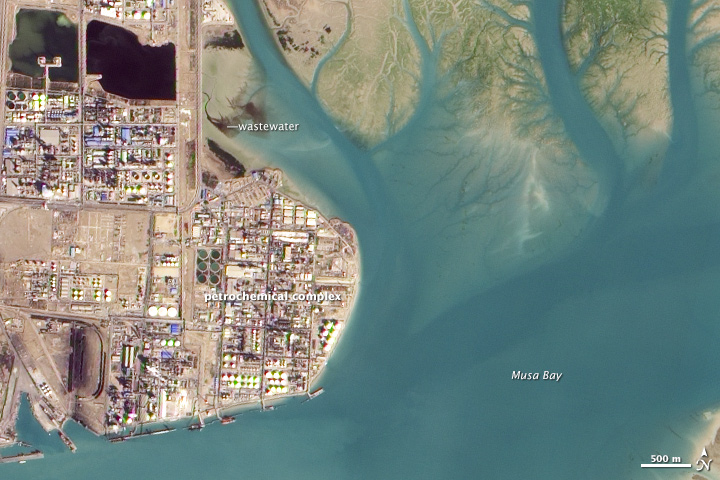

반다르에에맘호메이니(페르시아어: بندر امام خمينى)는 이란 후제스탄 주와 카스피해 연안에 위치한 항구 도시로, 줄여서 반다르에에맘(بندر امام)이라고 부르기도 한다. 1979년 이란 혁명이 일어나기 전까지의 이름은 반다르에샤흐푸르(بندر شاهپور)였지만 이란 혁명이 일어나면서 종교 지도자 루홀라 호메이니를 기념하기 위해 지금과 같은 이름으로 변경되었다.